# Horná Ves (Trenčín)
|  | No s'ha de confondre amb Horná Ves (Banská Bystrica). |

Horná Ves és un poble i municipi d'Eslovàquia que es troba a la regió de Trenčín. La primera menció escrita de la vila es remunta al 1293.

## Demografia
| Godina             | 1994 | 2004   | 2014    | 2024    |
| ------------------ | ---- | ------ | ------- | ------- |
| Nombre de persones | 1097 | 1073   | 1467    | 1090    |
| Diferència         |      | −2,18% | +36,71% | −25,69% |

| Godina             | 2023 | 2024   |
| ------------------ | ---- | ------ |
| Nombre de persones | 1083 | 1090   |
| Diferència         |      | +0,64% |